# Gennady Korotkevich
Gennady Korotkevich (tiếng Belarus: Генадзь  Караткевіч, Hienadź  Karatkievič, tiếng Nga: Геннадий  Короткевич; sinh ngày 25 tháng 9 năm 1994) là một lập trình viên thi đấu người Belarus, anh đã giành chiến thắng trong các cuộc thi quốc tế lớn từ khi mới 11 tuổi, cũng như nhiều cuộc thi cấp quốc gia. Những thành tích nổi bật nhất của anh bao gồm sáu huy chương vàng liên tiếp tại Olympic Tin học Quốc tế và chức vô địch thế giới tại vòng chung kết International Collegiate Programming Contest năm 2013 và 2015. Tính đến tháng 10 năm 2023, Gennady là lập trình viên có xếp hạng cao nhất trên Codeforces, CodeChef, Topcoder, AtCoder và HackerRank. Vào tháng 8 năm 2024, anh đã đạt điểm xếp hạng lịch sử 4009 trên Codeforces, trở thành người đầu tiên vượt qua cột mốc 4000 điểm.

## Tiểu sử
Gennady Korotkevich sinh tại Gomel (Homiel), đông nam Belarus. Bố mẹ anh, Vladimir và Lyudmila Korotkevich, đều là lập trình viên tại khoa toán học của Đại học Francysk Skaryna Homie. Khi mới 6 tuổi, anh đã bắt đầu quan tâm đến công việc của bố mẹ. Khi anh 8 tuổi, bố của anh đã thiết kế một trò chơi cho trẻ em để giúp anh học lập trình.
Mẹ của Gennady Korotkevich đã tham khảo ý kiến từ đồng nghiệp cùng khoa, Mikhail Dolinsky, người đã tặng Gennady một cuốn sách nhỏ để đọc. Dolinsky, một trong những giảng viên ngành khoa học máy tính hàng đầu Belarus, hồi tưởng lại: "Sau đó, một tháng trôi qua, sau đó một tháng nữa... Không có tin tức gì từ Gena. Rồi bất ngờ, Lyudmila đến gặp tôi và mang theo một sổ tay lập trình: sau khi kỳ nghỉ hè và bóng đá kết thúc, con trai bà ngồi trước máy tính. Vào thời điểm đó, Gena là học sinh lớp hai tham gia cuộc thi cấp quốc gia và giành hạng hai, điều này đồng nghĩa với việc cậu được đăng ký vào một trường đại học kỹ thuật mà không cần thi tuyển. Một cách nào đó, cậu giải quyết được bài toán về một vật thể ngâm trong nước. Vào thời điểm đó, Gena thậm chí còn không biết về lực đẩy Archimedes."
Lần đầu tiên Korotkevich thu hút được sự chú ý của thế giới là khi anh giành vé tham gia Olympic Tin học Quốc tế (IOI) năm 2006 khi mới 11 tuổi, một kỷ lục thế giới mới với khoảng cách lớn.
Anh đã nhận huy chương bạc tại sự kiện IOI đầu tiên của mình và liên tục nhận huy chương vàng từ năm 2007 đến năm 2012. Đến nay, anh là thí sinh thành công nhất trong lịch sử IOI.
Tại IOI 2009 ở Plovdiv, khi đó Korotkevich mới 14 tuổi, anh nói về sự thành công của mình: "Tôi thử nhiều [chiến lược] và một trong số đó là đúng. Tôi không phải là thiên tài. Tôi đơn giản là giỏi ở việc này." Anh cho biết mình dành không quá ba đến bốn giờ mỗi ngày trước máy tính và sở thích của anh là bóng đá và bóng bàn.
Vào mùa thu năm 2012, anh chuyển đến Nga để theo học tại Đại học ITMO. Vào mùa hè năm 2013, anh đã giúp ITMO đánh bại Đại học Giao thông Thượng Hải và Đại học Tokyo để giành chiến thắng tại vòng chung kết Cuộc thi Lập trình Quốc tế dành cho Sinh viên Đại học lần thứ 37, tổ chức ở Sankt-Peterburg. Anh cũng giành chiến thắng trong cuộc thi hàng năm Google Code Jam từ năm 2014 đến năm 2020.
Trong một cuộc phỏng vấn năm 2014, Gennady Korotkevich nói rằng anh chưa chắc chắn về kế hoạch sự nghiệp của mình sau khi tốt nghiệp, cho biết anh sẽ tập trung vào việc học tập và có thể sẽ theo đuổi lĩnh vực khoa học.
Trong một cuộc phỏng vấn vào năm 2017, Gennady Korotkevich cho biết anh đã nhận được các lời mời làm việc từ Google và Yandex, nhưng anh đã từ chối và quyết định tiếp tục theo đuổi ngành khoa học máy tính tại ITMO.
Năm 2019, Korotkevich là nghiên cứu sinh tại ITMO.

## Thành tích trong sự nghiệp
Danh sách đầy đủ hơn về thách tích có thể được tìm thấy trên trang web Competitive Programming Hall Of Fame.
- Facebook Hacker Cup: người chiến thắng các năm 2014,[16][17] 2015,[18][19] 2019,[20] 2020[21], 2023[22]
- Topcoder Open: nhà vô địch Marathon Match năm 2018, 2019,[23] nhà vô địch Algorithm các năm 2014,[24] 2019, 2020,[25] 2021[26]
- Google Hash Code:[27] nhà vô địch các năm 2019, 2020, á quân năm 2021 cùng với đội tên Past Glory[28][29]
- Google Code Jam: nhà vô địch các năm 2014,[30] 2015,[31] 2016,[32] 2017,[33] 2018,[34] 2019,[35] 2020,[36] và 2022,[37] hạng sáu năm 2021[38]
  - Tại Vòng 1B của 2012 Google Code Jam 2012, anh đã đạt điểm hoàn hảo chỉ trong 54 phút, 41 giây kể từ khi cuộc thi bắt đầu.[39]
- Yandex.Algorithm: người chiến thắng các năm 2010,[40] 2013,[41] 2014,[42][43] 2015,[44] 2017[45] và 2018[46]
- Yandex Cup: người chiến thắng năm 2020[47]
- Russian Code Cup (bởi Mail.Ru Group): người chiến thắng năm 2016 và 2014,[48] á quân năm 2015 và 2013,[49][50]
- ACM-ICPC World Finals: người chiến thắng năm 2013 (đồng đội)[51] và 2015 (đồng đội)[52][53]
- Kotlin Challenge: người chiến thắng năm 2014[54]
- Olympic Tin học Quốc tế: Anh giành được hạng nhất tuyệt đối vào các năm 2009, 2010,[55] 2011; một huy chương vàng năm 2007 (hạng 20), 2008 (hạng 7)[56] và 2012 (hạng 2);[1][57] một huy chương bạc năm 2006 (hạng 26).[58] Anh hiện nắm giữ kỷ lục về số lượng huy chương vàng (sáu) và hạng nhất tuyệt đối (ba).
- All-Russian Team Olympiad in Informatics: người chiến thắng các năm 2007, 2009, 2010 và 2011, á quân năm 2008[59]
- Topcoder High School Competition: người chiến thắng năm 2010, á quân năm 2009[60]
- Snarknews Winter Series: người chiến thắng các năm 2010, 2011, 2012, 2013, 2014 và 2015
- Snarknews Summer Series: á quân các năm 2008, 2010, 2011 và người chiến thắng các năm 2012, 2013, 2014
- Vekua Cup: người chiến thắng năm 2013 (đồng đội)
- CROC Championship: người chiến thắng năm 2013[61] và 2016[62]
- Internet Problem Solving Contest: người chiến thắng các năm 2011 (đồng đội), 2013 (đồng đội) và 2017 (đồng đội)[63]
- Challenge24: á quân năm 2013 và 2014[64][65] (team)
- Marathon24: hạng ba năm 2015[66]  (đồng đội)
- Deadline24: hạng ba năm 2016[67] (đồng đội), người chiến thắng năm 2017 (đồng đội) và 2018 (đồng đội)
- In 2015, anh tham gia IMC và được trao tặng một huy chương vàng, xếp hạng 47 cá nhân,[68] và vị trí thứ 10 trong đội đại diện cho Đại học ITMO.[69]
- Code Festival Grand Final: á quân Code Festival Final 2016 (cá nhân),[70] người chiến thắng Code Festival Final 2017 (cá nhân)[71]
- Bioinformatics Contest: người chiến thắng năm 2017 và 2019, hạng ba năm 2018.[72][73][74]
- ICFP Programming Contest: người chiến thắng năm 2021 (đồng đội)[75]

Codechef Snackdown :
- Người chiến thắng Codechef Snackdown 2016 (đồng đội)[76]
- Người chiến thắng Codechef Snackdown 2019 (đồng đội)[77]

Giải đấu được tài trợ bởi Codeforces
- Rockethon — người chiến thắng năm 2014, 2015[40]
- ZeptoCodeRush - hạng ba năm 2014,[40] người chiến thắng năm 2015[78]
- Cúp Looksery — người chiến thắng năm 2015[40]
- Cúp VK : hạng ba năm 2012[79] (cá nhân), người chiến thắng năm 2015[80] (đồng đội), hạng nhất năm 2016 (đồng đội).[81]